# Associazione Calcio Ospitaletto 2025-2026
Questa voce raccoglie le informazioni riguardanti l'Associazione Calcio Ospitaletto nelle competizioni ufficiali della stagione 2025-2026.

## Stagione
L'Ospitaletto torna a disputare un campionato di terza serie dopo 30 anni, partecipandovi per la terza volta. Alla guida tecnica viene confermato Andrea Quaresmini, il quale firma un contratto annuale. All'esordio stagionale, la squadra batte il Lecco nel primo turno preliminare della Coppa Italia Serie C.

## Divise e sponsor
Lo sponsor tecnico per la stagione 2025-2026 è Acerbis, mentre gli sponsor di maglia sono NSF e Asonext.
| Casa | Trasferta |

## Organigramma societario
Aggiornato al 1º luglio 2025
Area direttiva
- Presidente: Giuseppe Taini
- Presidente onorario: Sandro Musso
- Vicepresidenti: Fabio Corioni, Ettore Pezzotti
- Consiglieri: Gian Battista Garza, Paolo Musso, Arven Brami
- Segretario generale: Nicodemo Cecconi
- Direttore generale: Pietro Sbaraini
- Direttore sportivo: Paolo Musso

Area tecnica
- Allenatore: Andrea Quaresmini
- Allenatore in seconda: Antonio Giosa
- Preparatore dei portieri: Flavio Rivetti
- Match analyst: Cristian Biasucci
- Preparatore atletico: Mauro Citi
- Team manager: Fabio Palini

Area sanitaria
- Fisioterapisti: Nicola Tanfoglio
- Massaggiatore: Luca Signorini

## Rosa
Aggiornata al 16 agosto 2025
| N. |                   | Ruolo | Calciatore          |
| -- | ----------------- | ----- | ------------------- |
| 1  | Italia (bandiera) | P     | Francesco Raffaelli |
| 2  | Italia (bandiera) | D     | Samuele Regazzetti  |
| 6  | Italia (bandiera) | D     | Marcello Possenti   |
| 7  | Italia (bandiera) | C     | Claudio Messaggi    |
| 9  | Italia (bandiera) | A     | Francesco Gobbi     |
| 10 | Italia (bandiera) | C     | Mattia Ievoli       |
| 11 | Italia (bandiera) | A     | Andrea Pavanello    |
| 12 | Italia (bandiera) | P     | Luca Sonzogni       |
| 13 | Italia (bandiera) | D     | Lukas Sinn          |
| 14 | Italia (bandiera) | C     | Alessandro Contessi |
| 16 | Italia (bandiera) | C     | Matteo Gualandris   |
| 21 | Italia (bandiera) | A     | Alessandro Torri    |
| 22 | Italia (bandiera) | P     | Antonio Bevilacqua  |

| N. |                    | Ruolo | Calciatore                |
| -- | ------------------ | ----- | ------------------------- |
| 26 | Italia (bandiera)  | C     | Gabriele Mondini          |
| 28 | Italia (bandiera)  | C     | Michel Panatti (capitano) |
| 33 | Albania (bandiera) | D     | Samuele Sina              |
| 43 | Italia (bandiera)  | C     | Mattia Guarneri           |
| 45 | Italia (bandiera)  | A     | Lorenzo Mazza             |
| 70 | Italia (bandiera)  | C     | Alessandro Orlandi        |
| 74 | Italia (bandiera)  | D     | Daniele Pollio            |
| 77 | Italia (bandiera)  | D     | Michele Casali            |
| 98 | Ucraina (bandiera) | A     | Vladyslav Nahrudnyy       |
| 99 | Italia (bandiera)  | A     | Marco Bertoli             |
|    | Italia (bandiera)  | D     | Riccardo Nessi            |
|    | Italia (bandiera)  | D     | Daniele Quaini            |
|    | Senegal (bandiera) | A     | Yves Baraye               |

## Calciomercato

### Sessione estiva (dal 1º/7 al 1º/9)
| Acquisti         | Acquisti            | Acquisti           | Acquisti                |
| R.               | Nome                | da                 | Modalità                |
| ---------------- | ------------------- | ------------------ | ----------------------- |
| P                | Francesco Raffaelli | Bologna            | prestito                |
| P                | Luca Sonzogni       | Mantova            | prestito                |
| D                | Michele Casali      | Desenzano          | definitivo              |
| D                | Riccardo Nessi      | Caldiero           | definitivo              |
| D                | Samuele Regazzetti  | Cremonese          | prestito                |
| D                | Daniele Pollio      | Atalanta           | prestito                |
| D                | Marcello Possenti   | Grosseto           | definitivo              |
| D                | Samuele Sina        | Union Brescia      | prestito                |
| D                | Lukas Sinn          | Union Clodiense CS | definitivo              |
| C                | Alessandro Contessi | Caldiero           | definitivo              |
| C                | Mattia Ievoli       | Fiorentina         | prestito                |
| C                | Alessandro Orlandi  | Union Brescia      | prestito                |
| C                | Gabriele Mondini    | Caldiero           | definitivo              |
| A                | Marco Bertoli       | Varesina           | definitivo              |
| A                | Andrea Pavanello    | Pisa               | prestito                |
| A                | Alessandro Torri    | Empoli             | prestito                |
| A                | Vladyslav Nahrudnyy | Cremonese          | prestito                |
| Altre operazioni |                     |                    |                         |
| R.               | Nome                | da                 | Modalità                |
| C                | Matteo Gualandris   | Feralpisalò        | riscatto del cartellino |
| C                | Mattia Guarneri     | Feralpisalò        | riscatto del cartellino |

| Cessioni | Cessioni               | Cessioni               | Cessioni      |
| R.       | Nome                   | a                      | Modalità      |
| -------- | ---------------------- | ---------------------- | ------------- |
| P        | Francesco Bonardi      | Lumezzane              | definitivo    |
| D        | Aboubakar Bakayoko     | Desenzano              | definitivo    |
| D        | Federico Cerri         | Pro Palazzolo          | definitivo    |
| D        | Matteo Gritti          | Sant'Angelo            | definitivo    |
| D        | Matteo Lucenti         | Virtus CiseranoBergamo | definitivo    |
| D        | Albert Kwetshu Noukoua |                        | svincolato    |
| C        | Simone Cantamessa      | Union Brescia          | fine prestito |
| C        | Oumar Dieng            | Scanzorosciate         | definitivo    |
| C        | Jacopo Mozzanica       | Crema                  | definitivo    |
| C        | Cristian Righetti      | Crema                  | definitivo    |
| C        | Lleshaj Viserjan       | Rovato Vertovese       | definitivo    |
| A        | Alessandro Bertazzoli  |                        | svincolato    |
| A        | Federico Peli          | Carpenedolo            | definitivo    |
| A        | Enock Barwuah          | Vado                   | definitivo    |
| A        | Frenci Qeros           | Varese                 | definitivo    |

## Risultati

### Coppa Italia Serie C
| Arbitro: | Teghille (Collegno) |

|  |           |             |
|  | Marcatori | 69’ Bertoli |

| Ospitaletto 2025, ore CEST Secondo turno eliminatorio | Ospitaletto | – | Inter U23 | Stadio Gino Corioni |

## Statistiche

### Statistiche di squadra
- Statistiche aggiornate al 17 agosto 2025

| Competizione         | Punti | In casa | In casa | In casa | In casa | In casa | In casa | In trasferta | In trasferta | In trasferta | In trasferta | In trasferta | In trasferta | Totale | Totale | Totale | Totale | Totale | Totale | DR |
| Competizione         | Punti | G       | V       | N       | P       | Gf      | Gs      | G            | V            | N            | P            | Gf           | Gs           | G      | V      | N      | P      | Gf     | Gs     | DR |
| -------------------- | ----- | ------- | ------- | ------- | ------- | ------- | ------- | ------------ | ------------ | ------------ | ------------ | ------------ | ------------ | ------ | ------ | ------ | ------ | ------ | ------ | -- |
| Serie C              | 0     | 0       | 0       | 0       | 0       | 0       | 0       | 0            | 0            | 0            | 0            | 0            | 0            | 0      | 0      | 0      | 0      | 0      | 0      | 0  |
| Coppa Italia Serie C |       | 0       | 0       | 0       | 0       | 0       | 0       | 1            | 1            | 0            | 0            | 1            | 0            | 1      | 1      | 0      | 0      | 1      | 0      | +1 |
| Totale               |       | 0       | 0       | 0       | 0       | 0       | 0       | 1            | 1            | 0            | 0            | 1            | 0            | 1      | 1      | 0      | 0      | 1      | 0      | +1 |

### Andamento in campionato
| Giornata  | 1 | 2 | 3 | 4 | 5 | 6 | 7 | 8 | 9 | 10 | 11 | 12 | 13 | 14 | 15 | 16 | 17 | 18 | 19 | 20 | 21 | 22 | 23 | 24 | 25 | 26 | 27 | 28 | 29 | 30 | 31 | 32 | 33 | 34 | 35 | 36 | 37 | 38 |
| --------- | - | - | - | - | - | - | - | - | - | -- | -- | -- | -- | -- | -- | -- | -- | -- | -- | -- | -- | -- | -- | -- | -- | -- | -- | -- | -- | -- | -- | -- | -- | -- | -- | -- | -- | -- |
| Luogo     | T | C | T | C | T | T | C | T | C | C  | T  | C  | T  | C  | T  | C  | T  | C  | T  | C  | T  | C  | T  | C  | C  | T  | C  | T  | T  | C  | T  | C  | T  | C  | T  | C  | T  | C  |
| Risultato |   |   |   |   |   |   |   |   |   |    |    |    |    |    |    |    |    |    |    |    |    |    |    |    |    |    |    |    |    |    |    |    |    |    |    |    |    |    |
| Posizione |   |   |   |   |   |   |   |   |   |    |    |    |    |    |    |    |    |    |    |    |    |    |    |    |    |    |    |    |    |    |    |    |    |    |    |    |    |    |

Legenda:

Luogo: C = Casa; T = Trasferta. Risultato: V = Vittoria; N = Pareggio; P = Sconfitta.

### Fonti
1. ↑   Lo Stadio, su acospitaletto.it. URL consultato il 2 giugno 2025.
2. ↑   Comunicato stampa: Andrea Quaresmini confermato alla guida tecnica dell'A.C. Ospitaletto Franciacorta in Serie C, su acospitaletto.it, 4 luglio 2025. URL consultato il 4 luglio 2025.
3. ↑   Coppa Italia serie C, buona la prima per l’Ospitaletto: Lecco ko 1-0, su giornaledibrescia.it, 17 agosto 2025. URL consultato il 18 agosto 2025.
4. ↑   Sponsor ufficiali, su acospitaletto.it. URL consultato il 27 luglio 2025.
5. ↑   Organigramma, su acospitaletto.it. URL consultato il 1º luglio 2025.
6. ↑   Formazione prima squadra, su acospitaletto.it. URL consultato il 1º luglio 2025.
7. ↑   Ospitaletto, arriva in prestito dal Bologna il portiere classe 2005 Raffaelli, su tuttomercatoweb.com, 15 luglio 2025. URL consultato il 16 luglio 2025.
8. ↑   Ospitaletto, il rinforzo tra i pali arriva dal Mantova: è il classe 2004 Sonzogni, su tuttomercatoweb.com, 10 luglio 2025. URL consultato il 10 luglio 2025.
9. ↑   Comunicato ufficiale: Michele Casali è un nuovo giocatore orange, su acospitaletto.it, 1º luglio 2025. URL consultato il 1º luglio 2025.
10. 1 2   Ospitaletto, il ds Musso: "Fare calcio in modo sostenibile puntando sul settore giovanile", su tuttomercatoweb.com, 8 luglio 2025. URL consultato il 10 luglio 2025.
11. ↑   Comunicato ufficiale: Samuele Regazzetti è un nuovo giocatore orange, su acospitaletto.it, 4 luglio 2025. URL consultato il 4 luglio 2025.
12. ↑   Ospitaletto, arriva in prestito dall'Atalanta il terzino classe 2006 Daniele Pollio, su tuttomercatoweb.com, 18 luglio 2025. URL consultato il 20 luglio 2025.
13. ↑   Ospitaletto, innesto d'esperienza in difesa: arriva il mancino Possenti, su tuttomercatoweb.com, 19 luglio 2025. URL consultato il 20 luglio 2025.
14. ↑   Sina, comunicato ufficiale, su unionbrescia.com, 8 agosto 2025. URL consultato l'8 agosto 2025.
15. ↑   Ospitaletto, dall'Union Clodiense arriva il terzino classe 2003 Lukas Sinn, su tuttoc.com, 18 luglio 2025. URL consultato il 20 luglio 2025.
16. ↑   Rinforzo a centrocampo per l'Ospitaletto: biennale per Alessandro Contessi, su tuttomercatoweb.com, 16 luglio 2025. URL consultato il 16 luglio 2025.
17. ↑   Mattia Ievoli in prestito all'Ospitaletto Franciacorta, su acffiorentina.com, 6 agosto 2025. URL consultato il 6 agosto 2025.
18. ↑   Ospitaletto, accordo per la trequarti: firma il 2005 Orlandi, su tuttoc.com, 17 luglio 2025. URL consultato il 20 luglio 2025.
19. ↑   Comunicato ufficiale: Gabriele Mondini è un nuovo giocatore orange, su acospitaletto.it, 1º luglio 2025. URL consultato il 1º luglio 2025.
20. ↑   Comunicato ufficiale: Marco Bertoli è un nuovo giocatore orange, su acospitaletto.it, 1º luglio 2025. URL consultato il 1º luglio 2025.
21. ↑   Ospitaletto, intesa con il Pisa: definito il prestito di Pavanello, su tuttoc.com, 11 agosto 2025. URL consultato l'11 agosto 2025.
22. ↑   Vladislav Nahrudnyy in prestito all’Ospitaletto, su uscremonese.it, 11 agosto 2025. URL consultato l'11 agosto 2025.
23. 1 2   Matteo Gualandris e Mattia Guarneri a titolo definitivo all'A.C. Ospitaletto Franciacorta, su acospitaletto.it, 3 luglio 2025. URL consultato il 3 luglio 2025.
24. ↑   Ufficiale - Francesco Bonardi è del Lumezzane, su fclumezzane.it, 4 luglio 2025. URL consultato il 4 luglio 2025.
25. ↑   Ufficiale: Aboubakar Bakayoko nuovo difensore del Calcio Desenzano, su calciodesenzano.it, 11 luglio 2025. URL consultato l'11 luglio 2025.
26. ↑   Federico Cerri in difesa alla Pro Palazzolo, su paolozerbi.com, 25 luglio 2025. URL consultato il 6 agosto 2025.
27. ↑   Matteo Gritti torna al Sant’Angelo dopo tre anni, su paolozerbi.com, 5 luglio 2025. URL consultato il 14 luglio 2025.
28. ↑   Ufficiale – Matteo Lucenti è un nuovo giocatore della Virtus Ciserano Bergamo, su bergamoesport.it, 22 luglio 2025. URL consultato il 6 agosto 2025.
29. ↑   Ufficiale – Oumar Dieng è un nuovo giocatore dello Scanzorosciate, su bergamoesport.it, 26 luglio 2025. URL consultato il 6 agosto 2025.
30. ↑   Crema, il primo rinforzo è Jacopo Mozzanica, su paolozerbi.com, 5 luglio 2025. URL consultato il 14 luglio 2025.
31. ↑   Eccellenza, Ciliverghe: Ufficiale un nuovo arrivo a centrocampo nella rosa della Prima squadra, su tuttocampo.it, 15 luglio 2025. URL consultato il 6 agosto 2025.
32. ↑   La nuova avventura di Viserjan Lleshaj è ufficiale: presentato alla Rovato Vertovese, su bepitv.it, 20 luglio 2025. URL consultato il 6 agosto 2025.
33. ↑   Il Carpenedolo punta alla D e lo dimostra con un super colpo: ufficiale Federico Peli, su bepitv.it, 2 luglio 2025. URL consultato il 14 luglio 2025.
34. ↑   Vado, nuovo arrivo in attacco, su tuttoseried.com, 17 luglio 2025. URL consultato il 17 luglio 2025.
35. ↑   Varese, due conferme e sei innesti avviano il mercato, su paolozerbi.com, 11 luglio 2025. URL consultato il 14 luglio 2025.